# Sicoiești
Sicoiești falu Romániában, Erdélyben, Fehér megyében. Közigazgatásilag Aranyosszohodol községhez tartozik.

## Fekvése
Peles közelében fekvő település.

## Története
Sicoieşti korábban Peles része volt, 1956 körül vált külön 60 lakossal. Román lakosságú falu. 1966-ban 70, 1977-ben 61, 1992-ben 40, 2002-ben pedig 36 román lakosa volt.